# 科列索夫島

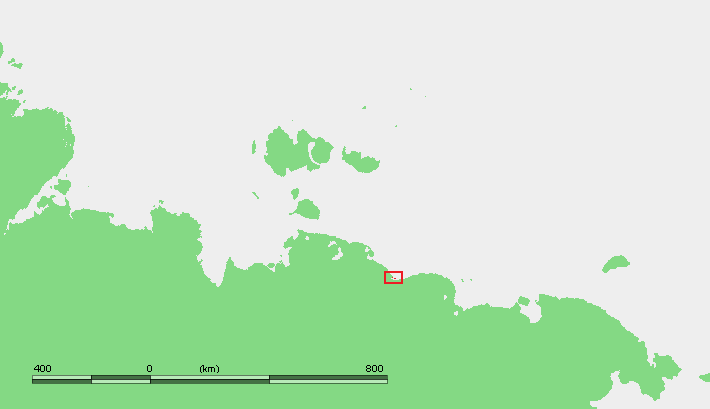
科列索夫島的位置

科列索夫島是俄羅斯的島嶼，位於東西伯利亞海，毗鄰科雷馬灣，由雅庫特共和國負責管轄，長3公里、寬0.7公里，每年有約250天時間被結封。
70°57′48″N 152°05′45″E / 70.963433°N 152.095731°E